# 디오구 아브레우
디오구 아브레우(2003년 1월 4일 ~ )은 포르투갈의 축구 선수이며, 포지션은 미드필더이다.